# 勒沙尔梅勒
勒沙尔梅勒（法語：Le Charmel，法語發音：[lə ʃaʁmɛl]）是法国上法蘭西大區埃纳省的一个市镇，属于蒂耶里堡区。

## 地理
勒沙尔梅勒（49°6'48"N, 3°32'57"E）面积9.83 平方千米，位于法国上法蘭西大區埃纳省，该省份为法国北部内陆省份，北起北部省，西接索姆省和瓦兹省，东临阿登省和马恩省，西南至塞纳-马恩省，东北部与比利时接壤。
与勒沙尔梅勒接壤的市镇（或旧市镇、城区）包括：马恩河畔巴尔济、伯瓦尔德、沙尔泰沃、库尔蒙、塔德努瓦地区费尔、塔德努瓦地区弗雷讷、若尔戈讷、马恩河畔特雷卢。

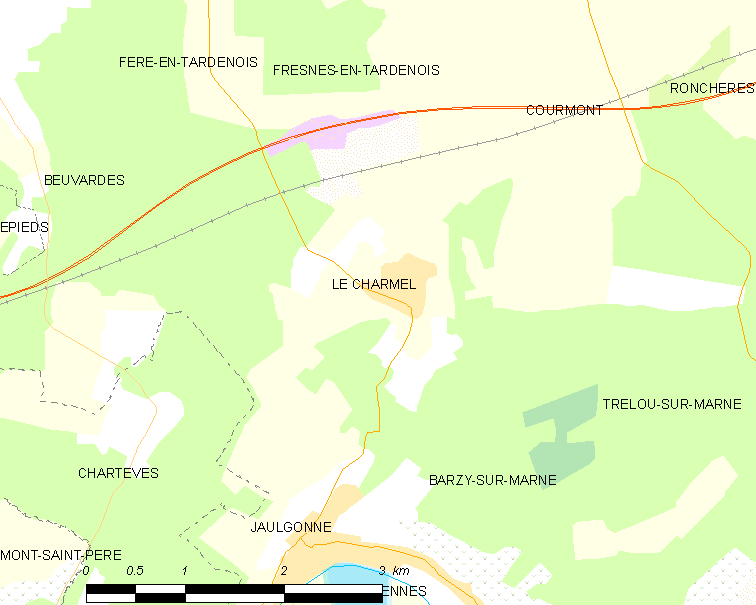
勒沙尔梅勒的OSM定位图

勒沙尔梅勒的时区为UTC+01:00、UTC+02:00（夏令时）。

## 行政
勒沙尔梅勒的邮政编码为02850，INSEE市镇编码为02164。

## 政治
勒沙尔梅勒所属的省级选区为塔德努瓦地区费尔县。

## 人口

1962-2008年间勒沙尔梅勒人口变化图示

勒沙尔梅勒于2022年1月1日时的人口数量为324人。